# Ordre d'Ouchakov
 (juillet 2025).
L'ordre d'Ouchakov (en russe : Орден Ушакова) est une distinction honorifique navale créée en Union soviétique le 3 mars 1944. Elle est également décernée dans la fédération de Russie. L'ordre porte le nom de Fiodor Fiodorovitch Ouchakov, un amiral russe du XVIIIe siècle.

## Histoire
L'ordre est institué lors de la Seconde Guerre mondiale, sur décision du 3 mars 1944 ; il possède deux classes. L'idée a été donnée à Staline par l'amiral Nikolaï Guerassimovitch Kouznetsov, à l'été 1943. L'ordre devait être attribué aux amiraux, généraux et officiers de la marine ayant obtenu une victoire numérique sur l'ennemi. L'ordre est décerné la première fois le 16 mai 1944.
L'insigne de l'ordre doit être porté sur le côté droit de la poitrine.

## Récipiendaires
La médaille de 1re classe est constitué d'un portrait en or émaillé sur des feuilles de laurier et de chênes, fixé à une ancre d'argent noircie et d'une chaîne, le tout étant rivés à une étoile en platine à cinq branches. La médaille de 2e classe est constituée d'un portrait d'argent émaillé, sans feuilles, attaché à une ancre d'argent noirci et d'une chaîne, le tout étant rivés à étoile à cinq branches d'or.
Pendant la Seconde Guerre mondiale, 22 hommes ont reçu l'ordre de 1re classe (dont huit deux fois). Quatorze officiers ont reçu l'ordre de 2e classe, tous étant attachés à la Flotte du Nord. Jusqu'à la dislocation de l'Union soviétique, l'ordre d'Ouchakov fut accordé au total 47 fois pour la 1re classe et 194 fois pour la 2e.

### Quelques récipiendaires
- 1re classe
  - Gordeï Levtchenko
  - Filipp Oktiabrski – deux fois honoré
  - Vladimir Tribouts – deux fois honoré
  - Bertram Ramsay

- 2e classe
  - Vladimir Konovalov

## Insignes

### Union soviétique

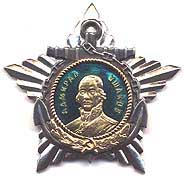
Insigne de l'ordre d'Ouchakov de 1re classe soviétique.

L'insigne se compose d'une étoile à cinq branches formée de faisceaux multiples, d'une ancre et d'un médaillon. Une chaîne est attachée  l'ancre et encadre le médaillon, commençant en haut à droite. Le médaillon a un diamètre de 23 mm. Elle montre le buste d'Ouchakov sur un champ émaillé bleu et l'inscription « АДМИРАЛ УШАКОВ » (Amiral Ouchakov). Le médaillon a une bordure en forme de corde. L'étoile de l'ordre porte entre l'ancre et le médaillon, sur le côté gauche, une branche de laurier et sur le côté droit, une de chêne. À l'intersection des branches se trouvent une faucille et un marteau. Pour la première classe, l'ordre était composé de platine (étoile) et d'or (médaillon), dans la deuxième classe d'or et d'argent.

### Fédération de Russie

#### 1992 à 2010
Les insignes de l'ordre restent les mêmes que ceux de l'Union soviétique, seuls la faucille et le marteau sous le médaillon sont retirés.

#### Depuis 2010
L'insigne de l'ordre est une croix pattée à quatre branches d'argent recouverte d'un émail bleu. Entre les branches se trouvent des faisceaux d'argent.
La croix est ornée d'une ancre en argent portant un médaillon. Le médaillon est recouvert d'un émail bleu avec le portrait doré de Fiodor Ouchakov. Dans la partie supérieure du médaillon se trouve le texte en lettres dorées « АДМИРАЛ УШАКОВ » (amiral Ouchakov). Sous le médaillon, sur la base de l'ancre, sont des branches de laurier dorées et de chêne croisées nouées par un ruban.
La croix est haute et large de 40 mm et porte au revers le numéro d'attribution.

## Source
- (en) Cet article est partiellement ou en totalité issu de l’article de Wikipédia en anglais intitulé « Order of Ushakov » (voir la liste des auteurs).
- Anne de Chefdebien, Nicolas Botta-Kouznetzoff, Récompenses d'État de la Fédération de Russie, Illkirch - France, SAMNLHOC, coll. « Numéro spécial n°1 », 2014, 46 p. (ISBN 978-2-910575-01-4)